# Trizetes pyramidalis
Trizetes pyramidalis är en kvalsterart som beskrevs av Berlese 1904. Trizetes pyramidalis ingår i släktet Trizetes och familjen Trizetidae. Inga underarter finns listade i Catalogue of Life.